# قائمة أنواع الغاف
يوجد عدة أنواع من جنس الغاف:
- غاف أبيض (الاسم العلمي:Prosopis alba)
- غاف أحمر الأزهار (الاسم العلمي:Prosopis rubriflora)
- غاف أزغب (الاسم العلمي:Prosopis pubescens)
- غاف أسود (الاسم العلمي:Prosopis nigra)
- غاف أشوك (الاسم العلمي:Prosopis ferox)
- غاف أفريقي (الاسم العلمي:Prosopis africana)
- غاف بري (الاسم العلمي:Prosopis koelziana)
- غاف بوركارتي (الاسم العلمي:Prosopis burkartii)
- غاف تشيلي (الاسم العلمي:Prosopis chilensis)
- غاف حقلي (الاسم العلمي:Prosopis campestris)
- غاف رمادي (الاسم العلمي:Prosopis cineraria)
- غاف زاحف (الاسم العلمي:Prosopis reptans)
- غاف شاحب (الاسم العلمي:Prosopis pallida)
- غاف عاري (الاسم العلمي:Prosopis nuda)
- غاف عسيلي الأزهار (الاسم العلمي:Prosopis juliflora)
- غاف غدي (الاسم العلمي:Prosopis glandulosa)
- غاف فضي (الاسم العلمي:Prosopis argentina)
- غاف قصير (الاسم العلمي:Prosopis humilis)
- غاف كروي (الاسم العلمي:Prosopis globosa)
- غاف متعرج (الاسم العلمي:Prosopis flexuosa)
- غاف مختصر (الاسم العلمي:Prosopis abbreviata)
- غاف مشابه (الاسم العلمي:Prosopis affinis)
- غاف مفصلي "مرادف للغاف المخملي" (الاسم العلمي:Prosopis articulata)
- غاف مليء (الاسم العلمي:Prosopis farcta)
- غاف ناعم (الاسم العلمي:Prosopis laevigata)
- (الاسم العلمي:Prosopis alpataco)
- (الاسم العلمي:Prosopis caldenia)
- (الاسم العلمي:Prosopis calingastana)
- (الاسم العلمي:Prosopis castellanosii)
- (الاسم العلمي:Prosopis denudans)
- (الاسم العلمي:Prosopis elata)
- (الاسم العلمي:Prosopis fiebrigii)
- (الاسم العلمي:Prosopis hassleri)
- (الاسم العلمي:Prosopis kuntzei)
- (الاسم العلمي:Prosopis palmeri)
- (الاسم العلمي:Prosopis pugionata)
- (الاسم العلمي:Prosopis rojasiana)
- (الاسم العلمي:Prosopis ruizlealii)
- (الاسم العلمي:Prosopis ruscifolia)
- (الاسم العلمي:Prosopis sericantha)
- (الاسم العلمي:Prosopis stephaniana)
- (الاسم العلمي:Prosopis strombulifera)
- (الاسم العلمي:Prosopis tamarugo)
- (الاسم العلمي:Prosopis tamaulipana)
- (الاسم العلمي:Prosopis torquata)
- غاف مخملي (الاسم العلمي:Prosopis velutina)
- (الاسم العلمي:Prosopis vinalillo)

## أنواع غير مؤكدة
- غاف أنيق (الاسم العلمي:Prosopis elegans)
- غاف فيلي (الاسم العلمي:Prosopis elephantina)
- غاف متسلق (الاسم العلمي:Prosopis scandens)
- (الاسم العلمي:Prosopis aculeata)
- (الاسم العلمي:Prosopis adstringens)
- (الاسم العلمي:Prosopis bonplandia)
- (الاسم العلمي:Prosopis bonplandiana)
- (الاسم العلمي:Prosopis elephantorrhiza)
- (الاسم العلمي:Prosopis esquirolii)
- (الاسم العلمي:Prosopis faeculifera)
- (الاسم العلمي:Prosopis fischeri)
- (الاسم العلمي:Prosopis gillesii)
- (الاسم العلمي:Prosopis heterophylla)
- (الاسم العلمي:Prosopis kirkii)
- (الاسم العلمي:Prosopis mayana)
- (الاسم العلمي:Prosopis mezcalana)
- (الاسم العلمي:Prosopis siliquosa)
- (الاسم العلمي:Prosopis tamaruya)
- (الاسم العلمي:Prosopis yaquiana)